# جورج گولدینگ
جورج گولدینگ (انگلیسی: George Goulding؛ ۱۹ نوامبر ۱۸۸۴ – ۳۱ ژانویه ۱۹۶۶) دونده دو پیاده‌روی سرعت اهل کانادا بود.
وی در مسابقات کشوری و بین‌المللی در مجموع برندهٔ ۱ مدال طلا شده‌است.